# Elmar Konrad
Elmar D. Konrad (* 1967 im Murgtal, Schwarzwald) ist ein deutscher Wirtschaftswissenschaftler und Hochschullehrer. Er hat die erste fachübergreifende Professur für Entrepreneurship in Rheinland-Pfalz inne. Als Professor für Interdisziplinäres Gründungsmanagement und Kreatives Unternehmertum an der Hochschule Mainz leitet er dort seit September 2010 das Institut für unternehmerisches Handeln (iuh).

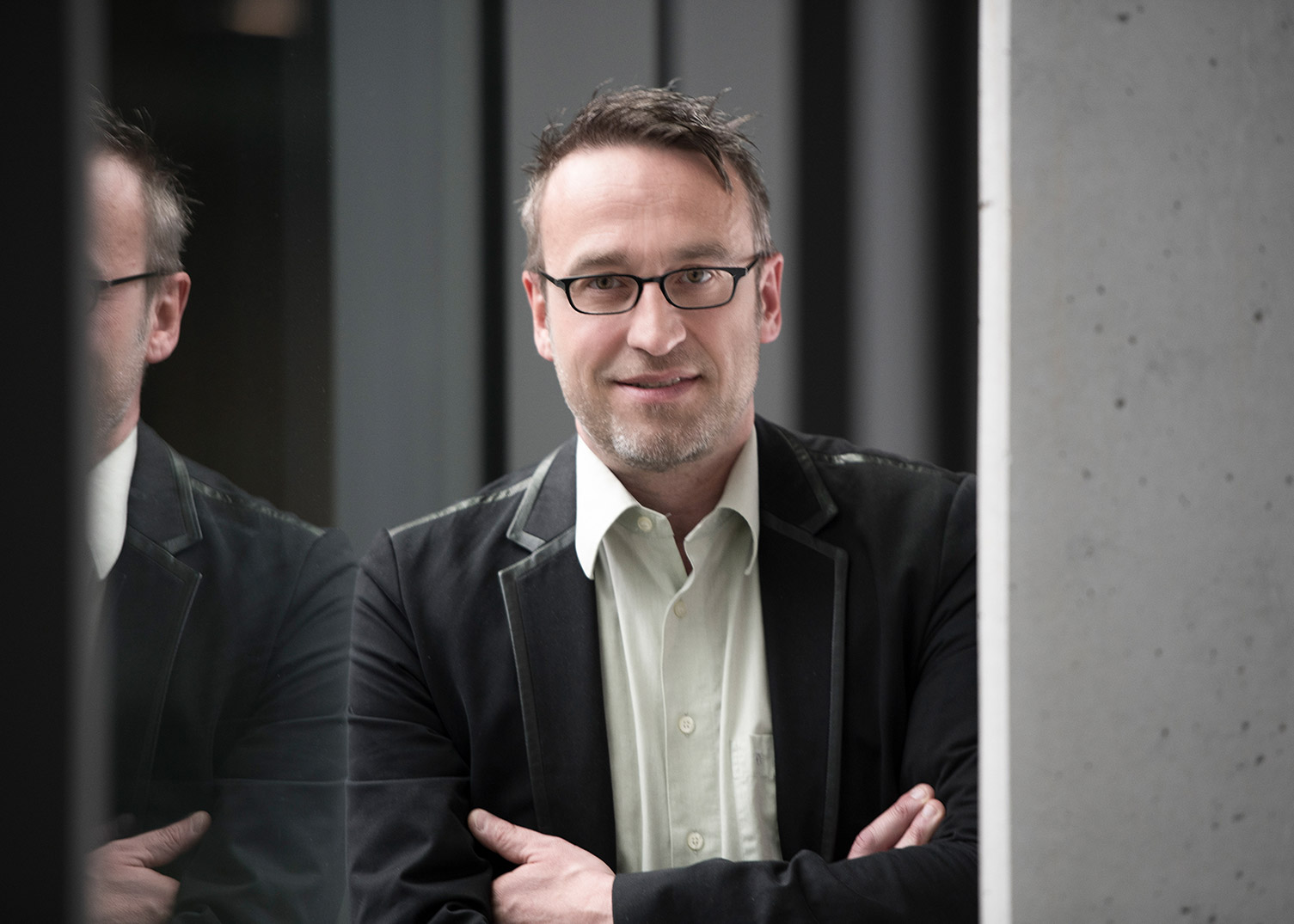
Elmar D. Konrad

## Werdegang
Konrad studierte an der Universität Karlsruhe Wirtschaftsingenieurwesen sowie angewandte Kulturwissenschaft. Seine Forschungsschwerpunkte sind Cultural & Creative Entrepreneurship sowie Erfolgsfaktoren in den Creative Industries. Bereits in seiner Dissertation verband er die Bereiche Unternehmertum und Kulturarbeit und promovierte in Karlsruhe bei Hans Georg Gemünden im Jahr 2000 mit dem Thema Kulturunternehmertum.
Von 1997 bis 1998 war er im ZAK – Zentrum für Angewandte Kulturwissenschaft tätig und war dort u. a. mit der Umsetzung der Karlsruher Gespräche, die durch Hermann Glaser und Caroline Y. Robertson-von Trotha initiiert wurden, beschäftigt. Von Januar 2005 bis August 2007 war er Co-Direktor des Steinbeis-Instituts für Communication, Culture & Event Business (ICCEB), eingebunden in die Steinbeis-Hochschule Berlin.
Von 2003 bis 2007 war er leitender Koordinator für das Fach Unternehmensgründung an der Fakultät Wirtschaftswissenschaften der Technischen Universität Dortmund. Darüber hinaus leitete er dort von Oktober 2007 bis Herbst 2010 das Zertifikatstudium Kulturarbeit und Kreativwirtschaft, das von ihm im Rahmen des EXIST-Projekts G-DUR initiiert wurde.
Konrad gehört verschiedenen Beiräten und Gremien an. So ist er Initiator und Leiter des Arbeitskreises Cultural & Creative Entrepreneurship im Förderkreis Gründungsforschung (FGF e. V.). Zudem ist er seit 2014 Mitglied des Scientific Boards der IECER – Interdisciplinary European Conference on Entrepreneurship Research. Von 2017 bis 2019 war er im Sprechergremium der Denkfabrik–Hochschulen & Entrepreneurship. Seit 2022 ist er zudem auch Mitglied des Editorial Boards der CIM – Creativity and Innovation Management. Konrad hatte auch verschiedene Lehraufträge inne, so an der TU Berlin, der BSB Dijon, der EURAC Bozen, der AAU Klagenfurt und am IKM Ludwigsburg. Des Weiteren war er Mitherausgeber der Edition Kreativwirtschaft im Kohlhammer-Verlag Stuttgart.

## Forschungsschwerpunkte
Konrads Forschungsschwerpunkte liegen im Wissenschaftsfeld Cultural & Creative Entrepreneurship. Hierbei stehen insbesondere Fragen zu unternehmerischem Erfolg in der Kultur- und Kreativwirtschaft, zu Innovationen durch neue digitale Business-Modelle im Kreativsektor, zur Netzwerkkompetenz im Kulturbereich sowie in der Kreativwirtschaft, Ansätze der Ambidextrie im Cultural Entrepreneurship sowie die Bedeutung von Entrepreneurial Finance im Kontext von Creative Start-up-Unternehmen im Vordergrund.
Des Weiteren liegt Konrad das Konzept der Öffentliche Wissenschaft am Herzen, in dem wissenschaftliche Erkenntnisse einer interessierten Öffentlichkeit vermittelt und ein gesellschaftlicher Diskurs ermöglicht werden. Ein Beispiel war der im Jahr 2019 von ihm organisierte Creative Entrepreneurship Day in Mainz.

## Schriften

### Artikel
- E. D. Konrad: Cultural Entrepreneurship: The Impact of Social Networking on Success. In: CIM – Creativity and Innovation Management. Vol. 22, Nr. 3, 2013, S. 307–319. doi:10.1111/caim.12032
- E. D. Konrad, C. Fronz: Finanzierungsstrukturen in der Kultur- und Kreativwirtschaft. Eine Analyse der unternehmerischen Einflüsse. In: ZfKE – Zeitschrift für KMU und Entrepreneurship – Fokusheft Cultural Entrepreneurship. Jg. 64, Vol. 1, 2016, S. 47–80. (duncker-humblot.de)[3]
- M. Höllen, C. Lengfeld, E. D. Konrad: Business Success for Creative and Cultural Entrepreneurs Influences of Individual- and Firm-related Factors on Revenue and Satisfaction. In: IJAM – International Journal for Arts Management. Vol. 22, Nr. 2, 2020, S. 52–65.[4]

### Monografien
- E. D. Konrad: Unternehmertum und Kulturmanagement. Studien- und Lehrbuch. Kohlhammer-Verlag, Stuttgart 2010. (Eröffnungsband der von Herbert Grüner und Elmar D. Konrad herausgegebenen Edition-Kreativwirtschaft)
- M. Vecco, E. D. Konrad: The Power of Partnership: Necessity or Luxury in the Cultural and Creative Sectors? Series: to-be-debated – the Power of Partnership. European Center for Creative Economy, Dortmund 2017.[1]

### Beiträge in Sammelbänden
- E. D. Konrad, M. Höllen: The regional context in entrepreneurial finance of cultural business: Urban versus rural space for creative and cultural entrepreneurship. In: Federica De Molli, Marilena Vecco (Hrsg.): The Metamorphosis of Cultural and Creative Organizations. Exploring Change from a Spatial Perspective. (= Routledge Research in the Creative and Cultural). Routledge, London 2022, S. 155–176. (econbiz.de)
- M. Höllen, E. D. Konrad: Cultural Entrepreneurship and Entrepreurial Finance – Wie gehen Kultur und Kreativschaffende mit dem »wunden Punkt« einer jeden Gründung um? In: Katharina Hölzle, Viktor Tiberius, Heike Surrey (Hrsg.): Perspektiven des Entrepreneurships Unternehmerische Konzepte zwischen Theorie und Praxis. Schäffer-Poeschel, Stuttgart 2022, S. 211–220. (researchgate.net)
- E. D. Konrad: How affects Cultural Entrepreneurship the Financing Structures in Creative Industries. A Survey about Start-ups and Young Growing Firms in Germany. In: E. Innerhofer, H. Pechlaner, E. Borin (Hrsg.): Entrepreneurship Issues in Creative Industries – Corporate and spatial perspectives. FGF Studies in Small Business and Entrepreneurship. (= FGF Studies in Small Business and Entrepreneurship Series). Springer-Verlag, Wiesbaden 2017, ISBN 978-3-319-88045-7, S. 25–44.